# Fermatův test prvočíselnosti
Fermatův test prvočíselnosti se používá k určení, zda je dané číslo prvočíslo nebo číslo složené. Patří mezi pravděpodobnostní testy prvočíselnosti a je založený na malé Fermatově větě.

## Popis
Fermatův test nepatří mezi typické pravděpodobnostní testy. Jednoznačně nerozliší prvočísla od čísel složených (to jsou tzv. Carmichaelova čísla), proto je často označován jako test složenosti.
Na základě malé Fermatovy věty, je-li {\displaystyle n} prvočíslo a {\displaystyle a} není jeho násobek platí {\displaystyle a^{n-1}\equiv 1{\pmod {n}}},  nebo lze také říci, že {\displaystyle a^{n-1}-1} je dělitelné číslem {\displaystyle n}. Po použití obrácené implikace tohoto tvrzení je zřejmé, že existuje-li {\displaystyle a\in \{1,2,...,n-1\}} takové, že {\displaystyle n} nedělí {\displaystyle a^{n-1}-1}, pak musí být {\displaystyle n} číslo složené.
Příklad: Při zvolení {\displaystyle a=2;n=9}; {\displaystyle 2^{8}-1=255}, číslo {\displaystyle 9} není dělitelem čísla {\displaystyle 255} nebo
{\displaystyle a=2;n=21}; {\displaystyle 2^{20}-1=1048575}, také {\displaystyle 21} nedělí číslo {\displaystyle 1048575}. Fermatův test potvrdil složenost čísla pro {\displaystyle a=2}.

### nje složené číslo
Pro složené číslo {\displaystyle n} a přirozené číslo {\displaystyle a}, platí:
- {\displaystyle a^{n-1}\not \equiv 1{\pmod {n}}} – číslo {\displaystyle a} se nazývá Fermatův svědek složenosti čísla {\displaystyle n}
- {\displaystyle a^{n-1}\equiv 1{\pmod {n}}} – číslo {\displaystyle n} se nazývá pseudoprvočíslo vzhledem k bázi {\displaystyle a}.[2][1]

## Zobecnění
Je-li {\displaystyle n} prvočíslo {\displaystyle \Rightarrow } {\displaystyle {\bigl (}\forall a\in \{1,2,...,n-1\}:a^{n-1}\equiv 1{\pmod {n}})} nebo {\displaystyle \exists a\in \{1,2,...,n-1\}:a^{n-1}\not \equiv 1{\pmod {n}}\Rightarrow n} není prvočíslo

### Příklady
Zadání1: {\displaystyle n=5} a platí pro {\displaystyle a=1;1^{5-1}=1^{4}=1}, {\displaystyle a=2;2^{5-1}=2^{4}=16} atd.
{\displaystyle 1^{4}\equiv 1{\pmod {5}}}
{\displaystyle 16=2^{4}\equiv 1{\pmod {5}}}
{\displaystyle 81=3^{4}\equiv 1{\pmod {5}}}
{\displaystyle 4^{4}\equiv 1{\pmod {5}}} {\displaystyle \Rightarrow } {\displaystyle n=5} je prvočíslo.
Zadání2: {\displaystyle n=15}; {\displaystyle a=2;1^{2-1}=1}
{\displaystyle 1^{14}\equiv 1{\pmod {15}}}
{\displaystyle 2^{14}\equiv 4{\pmod {15}}} {\displaystyle \Rightarrow } kongruence není rovna {\displaystyle 1}, proto číslo {\displaystyle 15} není prvočíslo a číslo {\displaystyle 4} je svědek složenosti.

### Test pro velká čísla
Pro „velká“ čísla je časově náročné používat Fermatův test pro všechna čísla {\displaystyle n}. 
Zadání3: Je číslo {\displaystyle n=21} prvočíslo? Lze vybrat náhodná čísla {\displaystyle a=\{8,13,3\}.}
{\displaystyle a=8\Rightarrow 8^{20}\equiv 8^{2^{10}}\equiv 64^{10}\equiv 1^{10}\equiv 1{\pmod {21}}} {\displaystyle \Rightarrow 21} může být prvočíslo,
{\displaystyle a=13\Rightarrow 13^{20}\equiv 13^{2^{10}}\equiv 169^{10}\equiv 1^{10}\equiv 1{\pmod {21}}} {\displaystyle \Rightarrow 21}  může být prvočíslo,
{\displaystyle a=3\Rightarrow 3^{20}\equiv 9^{10}\equiv 81^{5}\equiv (-3)^{5}\equiv (-3).81\equiv 9{\pmod {21}}} {\displaystyle \Rightarrow 21} není prvočíslo!

## Algoritmus
Fermatův test prvočíselnosti:
Vstup: liché celé číslo {\displaystyle n\geqq 3}, parametr počet čísel {\displaystyle t\geqq 1}.

Výstup: odpověď na otázku „je {\displaystyle n} prvočíslo?“
```
for
 
(
i
 
=
 
1
;
 
i
 
<=
 
t
;
 
i
++
)

{

    
vyber
 
náhodné
 
int
 
a
;

    
r
 
=
 
a
*
(
n
-1
)
 
\
mod
 
n
;
 
//RSMA 

    
if
 
(
r
 
!
i
 
=
 
1
 
)
 
then

    
return
 
(
"složené"
)

    
break
;

}

return
 
(
"prvočíslo"
)

```

Pro testování prvočíselnosti velkého čísla se Fermatův test v praxi běžně nepoužívá. Existuje pravděpodobnost, že místo náhodného lichého celého čísla  bude vygenerováno pseudoprvočíslo, tedy složené kladné celé číslo, které je chybně určeno jako prvočíslo.